# Sophie Rohonyi
Sophie Rohonyi, née à Braine-l'Alleud (Belgique) le 7 mai 1987, est une femme politique belge, présidente du parti Démocrate fédéraliste indépendant.

## Biographie
Elle est diplômée en droit de l'Université libre de Bruxelles.
Elle fut assistante parlementaire d'Olivier Maingain entre 2014 et 2019.
De 2016 à 2019, elle est présidente de DéFI périphérie et vice-présidente de DéFI Rhode-Saint-Genèse. 
Deuxième sur la liste de DéFI, elle est élue députée fédérale de la circonscription électorale de Bruxelles-Capitale le 26 mai 2019.
En avril 2023, elle devient présidente du Conseil des femmes francophones de Belgique.
Elle est élue présidente de DéFI le 5 juillet 2024 en remplacement de François De Smet après sa démission à la suite du résultat des élections législatives fédérales de 2024,. Contrairement à ce dernier, Sophie Rohonyi n'est pas réelue députée fédérale le 9 juin 2024.

## Mandats
- Depuis 2018, conseillère communale à Rhode-Saint-Genèse[9];
- Du 26/05/2019 au 9 juin 2024 : députée à la Chambre des représentants de Belgique[5].
- Depuis le 5 juillet 2024 : présidente de DéFI[7].